# Qualificazioni al campionato mondiale femminile di calcio 2011 - UEFA
La sezione europea della qualificazioni al campionato mondiale femminile di calcio 2011 è iniziata nel marzo 2009 e si è conclusa il 27 ottobre 2010 con l'incontro di ritorno dei play-off. La Germania è ammessa direttamente alla fase finale del torneo in qualità di nazione ospitante.

## Formato e regolamento
41 squadre nazionali dei paesi membri UEFA si affrontano per i quattro posti disponibili per la qualificazione al Mondiale 2011.
Nella fase a gironi le squadre sono state divise in otto gruppi, uno di 6 e sette di 5. Le vincitrici dei gironi si qualificano alla fase play-off. 
Nei play-off le migliori quattro classificate (calcolate considerando i risultati ottenuti contro prima, terza, quarta e quinta del girone) affrontano le peggiori quattro classificate. Le quattro vincitrici si qualificano alla rassegna iridata, mentre le perdenti si sfidano nel primo turno di ripescaggio. Le due vincitrici del primo turno di ripescaggio si sfidano nel secondo turno di ripescaggio con la vincitrice che accede allo spareggio UEFA-CONCACAF.

## Programma
Le partite di qualificazione si giocano in date che rientrano nel FIFA Women's International Match Calendar.
| Turno                            | Giornata               | Date                      |
| -------------------------------- | ---------------------- | ------------------------- |
| Turno di qualificazione a gironi | Prima giornata         | 15 agosto 2009            |
| Turno di qualificazione a gironi | Seconda giornata       | 17-26 settembre 2009      |
| Turno di qualificazione a gironi | Terza giornata         | 24-29 ottobre 2009        |
| Turno di qualificazione a gironi | Quarta giornata        | 14-26 novembre 2009       |
| Turno di qualificazione a gironi | Quinta giornata        | 25 marzo - 11 aprile 2010 |
| Turno di qualificazione a gironi | Settima giornata       | 29 luglio 2010            |
| Turno di qualificazione a gironi | Ottava giornata        | 21-25 agosto 2010         |
| Play-off                         | Qualificazione diretta | 11-16 settembre 2010      |
| Play-off                         | Ripescaggio I          | 2-7 ottobre 2010          |
| Play-off                         | Ripescaggio II         | 23-27 ottobre 2010        |

## Fase a gironi

### Sorteggio
Il sorteggio si è svolto il 17 marzo 2009. Le squadre sono state divise in 5 fasce, in base ai risultati ottenuti al Campionato mondiale 2007 e alle qualificazioni al Campionato europeo 2009.
| Urna A                                                              | Urna B                                                                | Urna C                                                                | Urna D                                                                       | Urna E                                                                                      |
| ------------------------------------------------------------------- | --------------------------------------------------------------------- | --------------------------------------------------------------------- | ---------------------------------------------------------------------------- | ------------------------------------------------------------------------------------------- |
| Svezia Norvegia Danimarca Inghilterra Francia Russia Ucraina Italia | Finlandia Islanda Spagna Rep. Ceca Paesi Bassi Scozia Irlanda Polonia | Svizzera Austria Serbia Bielorussia Belgio Grecia Portogallo Ungheria | Slovenia Slovacchia Israele Galles Romania Irlanda del Nord Turchia Bulgaria | Croazia Armenia Bosnia ed Erzegovina Kazakistan Azerbaigian Estonia Malta Macedonia Georgia |

### Gruppi

#### Gruppo 1
| Pos | Squadra          | Pt | G  | V  | N | P | GF | GS | DR  |
| --- | ---------------- | -- | -- | -- | - | - | -- | -- | --- |
| 1.  | Francia          | 30 | 10 | 10 | 0 | 0 | 50 | 0  | +50 |
| 2.  | Islanda          | 24 | 10 | 8  | 0 | 2 | 33 | 3  | +30 |
| 3.  | Irlanda del Nord | 11 | 10 | 3  | 2 | 5 | 8  | 16 | -8  |
| 4.  | Estonia          | 10 | 10 | 3  | 1 | 6 | 7  | 44 | -37 |
| 5.  | Serbia           | 9  | 10 | 2  | 3 | 5 | 7  | 19 | -12 |
| 6.  | Croazia          | 2  | 10 | 0  | 2 | 8 | 4  | 27 | -23 |

|                  | Croazia (bandiera) | Estonia (bandiera) | Francia (bandiera) | Irlanda del Nord (bandiera) | Islanda (bandiera) | Serbia (bandiera) |
| ---------------- | ------------------ | ------------------ | ------------------ | --------------------------- | ------------------ | ----------------- |
| Croazia          |                    | 0 - 3              | 0 - 7              | 0 - 1                       | 0 - 3              | 1 - 2             |
| Estonia          | 1 - 1              |                    | 0 - 6              | 2 - 1                       | 0 - 5              | 1 - 0             |
| Francia          | 3 - 0              | 12 - 0             |                    | 6 - 0                       | 2 - 0              | 7 - 0             |
| Irlanda del Nord | 3 - 1              | 3 - 0              | 0 - 4              |                             | 0 - 1              | 0 - 0             |
| Islanda          | 3 - 0              | 12 - 0             | 0 - 1              | 2 - 0                       |                    | 5 - 0             |
| Serbia           | 1 - 1              | 4 - 0              | 0 - 2              | 0 - 0                       | 0 - 2              |                   |

#### Gruppo 2
| Pos | Squadra     | Pt | G | V | N | P | GF | GS | DR  |
| --- | ----------- | -- | - | - | - | - | -- | -- | --- |
| 1.  | Norvegia    | 22 | 8 | 7 | 1 | 0 | 39 | 2  | +37 |
| 2.  | Paesi Bassi | 17 | 8 | 5 | 2 | 1 | 30 | 7  | +23 |
| 3.  | Bielorussia | 13 | 8 | 4 | 1 | 3 | 17 | 14 | +3  |
| 4.  | Slovacchia  | 6  | 8 | 2 | 0 | 6 | 15 | 13 | +2  |
| 5.  | Macedonia   | 0  | 8 | 0 | 0 | 8 | 3  | 68 | -65 |

|             | Bielorussia (bandiera) | Macedonia (bandiera) | Norvegia (bandiera) | Paesi Bassi (bandiera) | Slovacchia (bandiera) |
| ----------- | ---------------------- | -------------------- | ------------------- | ---------------------- | --------------------- |
| Bielorussia |                        | 6 - 0                | 0 - 5               | 0 - 4                  | 2 - 0                 |
| Macedonia   | 1 - 6                  |                      | 0 - 7               | 0 - 7                  | 1 - 6                 |
| Norvegia    | 3 - 0                  | 14 - 0               |                     | 2 - 2                  | 2 - 0                 |
| Paesi Bassi | 1 - 1                  | 13 - 1               | 1 - 3               |                        | 1 - 0                 |
| Slovacchia  | 0 - 2                  | 9 - 0                | 0 - 4               | 0 - 1                  |                       |

#### Gruppo 3
| Pos | Squadra   | Pt | G | V | N | P | GF | GS | DR  |
| --- | --------- | -- | - | - | - | - | -- | -- | --- |
| 1.  | Danimarca | 20 | 8 | 6 | 2 | 0 | 45 | 0  | +45 |
| 2.  | Scozia    | 19 | 8 | 6 | 1 | 1 | 24 | 5  | +19 |
| 3.  | Grecia    | 9  | 8 | 3 | 0 | 5 | 11 | 20 | -9  |
| 4.  | Bulgaria  | 8  | 8 | 2 | 2 | 4 | 9  | 25 | -16 |
| 5.  | Georgia   | 1  | 8 | 0 | 1 | 7 | 3  | 42 | -39 |

|           | Bulgaria (bandiera) | Danimarca (bandiera) | Georgia (bandiera) | Grecia (bandiera) | Scozia (bandiera) |
| --------- | ------------------- | -------------------- | ------------------ | ----------------- | ----------------- |
| Bulgaria  |                     | 0 - 0                | 5 - 0              | 0 - 1             | 0 - 5             |
| Danimarca | 9 - 0               |                      | 15 - 0             | 7 - 0             | 0 - 0             |
| Georgia   | 1 - 1               | 0 - 7                |                    | 0 - 3             | 1 - 3             |
| Grecia    | 1 - 2               | 0 - 6                | 5 - 0              |                   | 0 - 1             |
| Scozia    | 8 - 1               | 0 - 1                | 3 - 1              | 4 - 1             |                   |

#### Gruppo 4
| Pos | Squadra              | Pt | G | V | N | P | GF | GS | DR  |
| --- | -------------------- | -- | - | - | - | - | -- | -- | --- |
| 1.  | Ucraina              | 17 | 8 | 5 | 2 | 1 | 24 | 9  | +15 |
| 2.  | Polonia              | 16 | 8 | 5 | 1 | 2 | 18 | 9  | +9  |
| 3.  | Ungheria             | 15 | 8 | 4 | 3 | 1 | 15 | 10 | +5  |
| 4.  | Romania              | 8  | 8 | 2 | 2 | 4 | 14 | 13 | +1  |
| 5.  | Bosnia ed Erzegovina | 0  | 8 | 0 | 0 | 8 | 0  | 30 | -30 |

|                      | Bosnia ed Erzegovina (bandiera) | Polonia (bandiera) | Romania (bandiera) | Ucraina (bandiera) | Ungheria (bandiera) |
| -------------------- | ------------------------------- | ------------------ | ------------------ | ------------------ | ------------------- |
| Bosnia ed Erzegovina |                                 | 0 - 4              | 0 - 5              | 0 - 5              | 0 - 2               |
| Polonia              | 1 - 0                           |                    | 2 - 0              | 4 - 1              | 0 - 0               |
| Romania              | 4 - 0                           | 1 - 4              |                    | 0 - 0              | 2 - 3               |
| Ucraina              | 7 - 0                           | 3 - 1              | 3 - 1              |                    | 4 - 2               |
| Ungheria             | 2 - 0                           | 4 - 2              | 1 - 1              | 1 - 1              |                     |

#### Gruppo 5
| Pos | Squadra     | Pt | G | V | N | P | GF | GS | DR  |
| --- | ----------- | -- | - | - | - | - | -- | -- | --- |
| 1.  | Inghilterra | 22 | 8 | 7 | 1 | 0 | 30 | 2  | +28 |
| 2.  | Spagna      | 19 | 8 | 6 | 1 | 1 | 37 | 4  | +33 |
| 3.  | Austria     | 10 | 8 | 3 | 1 | 4 | 14 | 12 | +2  |
| 4.  | Turchia     | 7  | 8 | 2 | 1 | 5 | 10 | 23 | -13 |
| 5.  | Malta       | 0  | 8 | 0 | 0 | 8 | 1  | 51 | -50 |

|             | Austria (bandiera) | Inghilterra (bandiera) | Malta (bandiera) | Spagna (bandiera) | Turchia (bandiera) |
| ----------- | ------------------ | ---------------------- | ---------------- | ----------------- | ------------------ |
| Austria     |                    | 0 - 4                  | 6 - 0            | 0 - 1             | 4 - 0              |
| Inghilterra | 3 - 0              |                        | 8 - 0            | 1 - 0             | 3 - 0              |
| Malta       | 0 - 2              | 0 - 6                  |                  | 0 - 13            | 0 - 2              |
| Spagna      | 2 - 0              | 2 - 2                  | 9 - 0            |                   | 5 - 1              |
| Turchia     | 2 - 2              | 0 - 3                  | 5 - 1            | 0 - 5             |                    |

#### Gruppo 6
| Pos | Squadra    | Pt | G | V | N | P | GF | GS | DR  |
| --- | ---------- | -- | - | - | - | - | -- | -- | --- |
| 1.  | Svizzera   | 21 | 8 | 7 | 0 | 1 | 28 | 6  | +22 |
| 2.  | Russia     | 19 | 8 | 6 | 1 | 1 | 30 | 6  | +24 |
| 3.  | Irlanda    | 13 | 8 | 4 | 1 | 3 | 12 | 10 | +2  |
| 4.  | Israele    | 6  | 8 | 2 | 0 | 6 | 4  | 24 | -20 |
| 5.  | Kazakistan | 0  | 8 | 0 | 0 | 8 | 4  | 32 | -28 |

|            | Irlanda (bandiera) | Israele (bandiera) | Kazakistan (bandiera) | Russia (bandiera) | Svizzera (bandiera) |
| ---------- | ------------------ | ------------------ | --------------------- | ----------------- | ------------------- |
| Irlanda    |                    | 3 - 0              | 2 - 1                 | 1 - 1             | 1 - 2               |
| Israele    | 0 - 3              |                    | 1 - 0                 | 1 - 6             | 1 - 2               |
| Kazakistan | 1 - 2              | 0 - 1              |                       | 0 - 6             | 2 - 4               |
| Russia     | 3 - 0              | 4 - 0              | 8 - 0                 |                   | 0 - 3               |
| Svizzera   | 2 - 0              | 6 - 0              | 8 - 0                 | 1 - 2             |                     |

#### Gruppo 7
| Pos | Squadra    | Pt | G | V | N | P | GF | GS | DR  |
| --- | ---------- | -- | - | - | - | - | -- | -- | --- |
| 1.  | Italia     | 22 | 8 | 7 | 1 | 0 | 38 | 3  | +35 |
| 2.  | Finlandia  | 19 | 8 | 6 | 1 | 1 | 25 | 6  | +19 |
| 3.  | Portogallo | 12 | 8 | 4 | 0 | 4 | 17 | 10 | +7  |
| 4.  | Slovenia   | 6  | 8 | 2 | 0 | 6 | 7  | 27 | -20 |
| 5.  | Armenia    | 0  | 8 | 0 | 0 | 8 | 1  | 42 | -41 |

|            | Armenia (bandiera) | Finlandia (bandiera) | Italia (bandiera) | Portogallo (bandiera) | Slovenia (bandiera) |
| ---------- | ------------------ | -------------------- | ----------------- | --------------------- | ------------------- |
| Armenia    |                    | 0 - 4                | 0 - 8             | 0 - 3                 | 1 - 5               |
| Finlandia  | 7 - 0              |                      | 1 - 3             | 4 - 1                 | 4 - 1               |
| Italia     | 7 - 0              | 1 - 1                |                   | 2 - 0                 | 6 - 0               |
| Portogallo | 7 - 0              | 0 - 1                | 1 - 3             |                       | 1 - 0               |
| Slovenia   | 1 - 0              | 0 - 3                | 0 - 8             | 0 - 4                 |                     |

#### Gruppo 8
| Pos | Squadra     | Pt | G | V | N | P | GF | GS | DR  |
| --- | ----------- | -- | - | - | - | - | -- | -- | --- |
| 1.  | Svezia      | 22 | 8 | 7 | 1 | 0 | 36 | 3  | +33 |
| 2.  | Rep. Ceca   | 13 | 8 | 4 | 1 | 3 | 19 | 6  | +13 |
| 3.  | Belgio      | 10 | 8 | 3 | 1 | 4 | 18 | 13 | +5  |
| 4.  | Galles      | 9  | 8 | 3 | 0 | 5 | 23 | 16 | +7  |
| 5.  | Azerbaigian | 4  | 8 | 1 | 1 | 6 | 2  | 60 | -58 |

|             | Azerbaigian (bandiera) | Belgio (bandiera) | Galles (bandiera) | Rep. Ceca (bandiera) | Svezia (bandiera) |
| ----------- | ---------------------- | ----------------- | ----------------- | -------------------- | ----------------- |
| Azerbaigian |                        | 0 - 0             | 2 - 1             | 0 - 5                | 0 - 3             |
| Belgio      | 11 - 0                 |                   | 2 - 3             | 0 - 3                | 1 - 4             |
| Galles      | 15 - 0                 | 0 - 1             |                   | 2 - 0                | 0 - 4             |
| Rep. Ceca   | 8 - 0                  | 1 - 2             | 2 - 1             |                      | 0 - 1             |
| Svezia      | 17 - 0                 | 2 - 1             | 5 - 1             | 0 - 0                |                   |

## Play-off

### Qualificazione diretta
| Squadra 1   | Totale | Squadra 2 | Andata | Ritorno     |
| ----------- | ------ | --------- | ------ | ----------- |
| Francia     | 3 - 2  | Italia    | 0 - 0  | 3 - 2       |
| Inghilterra | 5 - 2  | Svizzera  | 2 - 0  | 3 - 2       |
| Ucraina     | 0 - 3  | Norvegia  | 0 - 1  | 0 - 2       |
| Svezia      | 4 - 3  | Danimarca | 2 - 1  | 2 - 2 (dts) |

### Ripescaggio I
| Squadra 1 | Totale | Squadra 2 | Andata | Ritorno |
| --------- | ------ | --------- | ------ | ------- |
| Danimarca | 1 - 3  | Svizzera  | 1 - 3  | 0 - 0   |
| Ucraina   | 0 - 3  | Italia    | 0 - 3  | 0 - 0   |

### Ripescaggio II
| Squadra 1 | Totale | Squadra 2 | Andata | Ritorno |
| --------- | ------ | --------- | ------ | ------- |
| Italia    | 5 - 2  | Svizzera  | 1 - 0  | 4 - 2   |